# 北山台 (東郷町)
北山台（きたやまだい）は、愛知県愛知郡東郷町の地名。

## 地理
東郷町南部に位置する。

### 河川・池沼
- 西の川[1]

### 施設
- 北山台児童館[1]
- ライオン印家具[1]
- 靖和電機[1]
- 東洋化学[1]

## 歴史

### 沿革
- 1980年（昭和55年） - 愛知郡東郷町大字諸輪の一部により、同町北山台が成立[2]。

### 人口の変遷
国勢調査による人口および世帯数の推移。
| 1995年（平成7年）  | 628世帯 1874人  |  |
| 2000年（平成12年） | 916世帯 2609人  |  |
| 2005年（平成17年） | 1104世帯 3082人 |  |
| 2010年（平成22年） | 1200世帯 3224人 |  |
| 2015年（平成27年） | 1132世帯 2883人 |  |
| 2020年（令和2年）  | 1188世帯 3003人 |  |

### WEB
1. 1 2  総務省統計局 (2022年2月10日). “令和2年国勢調査の調査結果(e-Stat) - 男女別人口，外国人人口及び世帯数－町丁・字等” (CSV). 2023年8月2日閲覧。
2. ↑  “愛知県愛知郡東郷町の町丁・字一覧”.   人口統計ラボ. 2024年2月18日閲覧。
3. ↑  “市外局番の一覧” (PDF).   総務省 (2022年3月1日). 2022年3月22日閲覧。
4. ↑  “ナンバープレートについて”.   一般社団法人愛知県自動車会議所. 2024年1月21日閲覧。
5. ↑  総務省統計局 (2014年3月28日). “平成7年国勢調査の調査結果(e-Stat) - 男女別人口及び世帯数 －町丁・字等” (CSV). 2021年7月20日閲覧。
6. ↑  総務省統計局 (2014年5月30日). “平成12年国勢調査の調査結果(e-Stat) - 男女別人口及び世帯数 －町丁・字等” (CSV). 2021年7月20日閲覧。
7. ↑  総務省統計局 (2014年6月27日). “平成17年国勢調査の調査結果(e-Stat) - 男女別人口及び世帯数 －町丁・字等” (CSV). 2021年7月21日閲覧。
8. ↑  総務省統計局 (2012年1月20日). “平成22年国勢調査の調査結果(e-Stat) - 男女別人口及び世帯数 －町丁・字等” (CSV). 2021年7月21日閲覧。
9. ↑  総務省統計局 (2017年1月27日). “平成27年国勢調査の調査結果(e-Stat) - 男女別人口及び世帯数 －町丁・字等” (CSV). 2021年7月21日閲覧。

### 書籍
1. 1 2 3 4 5 6  「角川日本地名大辞典」編纂委員会 1989, p. 1843.
2. ↑  「角川日本地名大辞典」編纂委員会 1989, p. 482.